# گوئن استفانی
گوئن رنی استفانی (به انگلیسی: Gwen Renée Stefani) (زادهٔ ۳ اکتبر ۱۹۶۹) خواننده پاپ و طراح مد آمریکایی است. وی بیشتر به عنوان خوانندهٔ گروه نو داوت شناخته شده است. آلبومی که گروه در سال ۱۹۹۵ و با نام پادشاهی تراژیک (به انگلیسی: Tragic Kingdom) منتشر کرد باعث شهرت آن‌ها شد و بیش از ۱۶ میلیون نسخه از آن در تمام دنیا فروش رفت.

## درباره
استفانی از سال ۲۰۰۴ و در کنار فعالیت‌اش در نو داوت، به انتشار آلبوم‌های تکی روی آورده است. اولین آلبوم تکی او که با نام عشق، فرشته، موسیقی، بچه در نوامبر ۲۰۰۴ منتشر شد با استقبال گسترده روبرو شد و بیش از ۷ میلیون نسخه در تمام دنیا فروش داشت. او تابحال برندهٔ ۳ جایزه گرمی شده است.
استفانی همسر گوین رزدیل خوانندهٔ گروه آلترنتیو راک بوش بوده که در سال ۲۰۱۶ به جدایی منجر شد.

## زندگش شخصی
گوئن رنه استفانی در ۳ اکتبر ۱۹۶۹ در فولرتون، کالیفرنیا، متولد شد و در خانواده‌ای کاتولیک در آناهیم، شهری در همان نزدیکی، بزرگ شد.
نام او از روی نام یک مهماندار هواپیما در رمان «فرودگاه» محصول ۱۹۶۸ گرفته شده است و نام میانی او، رنه، از نسخه ۱۹۶۷ آهنگ «رنه را ول کن» از گروه «فور تاپس» در سال ۱۹۶۶ گرفته شده است.
پدرش، دنیس استفانی، یک آمریکایی ایتالیایی‌تبار است و به عنوان مدیر اجرایی بازاریابی یاماها کار می‌کرد.
مادرش، پتی (با نام خانوادگی قبلی فلین) یک آمریکایی-ایرلندی است و قبل از اینکه خانه‌دار شود، به عنوان حسابدار کار می‌کرد.
استفانی دو خواهر و برادر کوچکتر به نام‌های جیل و تاد و یک برادر بزرگتر به نام اریک دارد.
او در دبیرستان لوارا تحصیل کرد و در سال ۱۹۸۷ از آنجا فارغ‌التحصیل شد. پس از دبیرستان، در کالج فولرتون و کالج سایپرس تحصیل کرد. سپس به دانشگاه ایالتی کالیفرنیا، فولرتون ، منتقل شد، اما برای دنبال کردن حرفه موسیقی خود، دانشگاه را رها کرد.

## میراث و جوایز

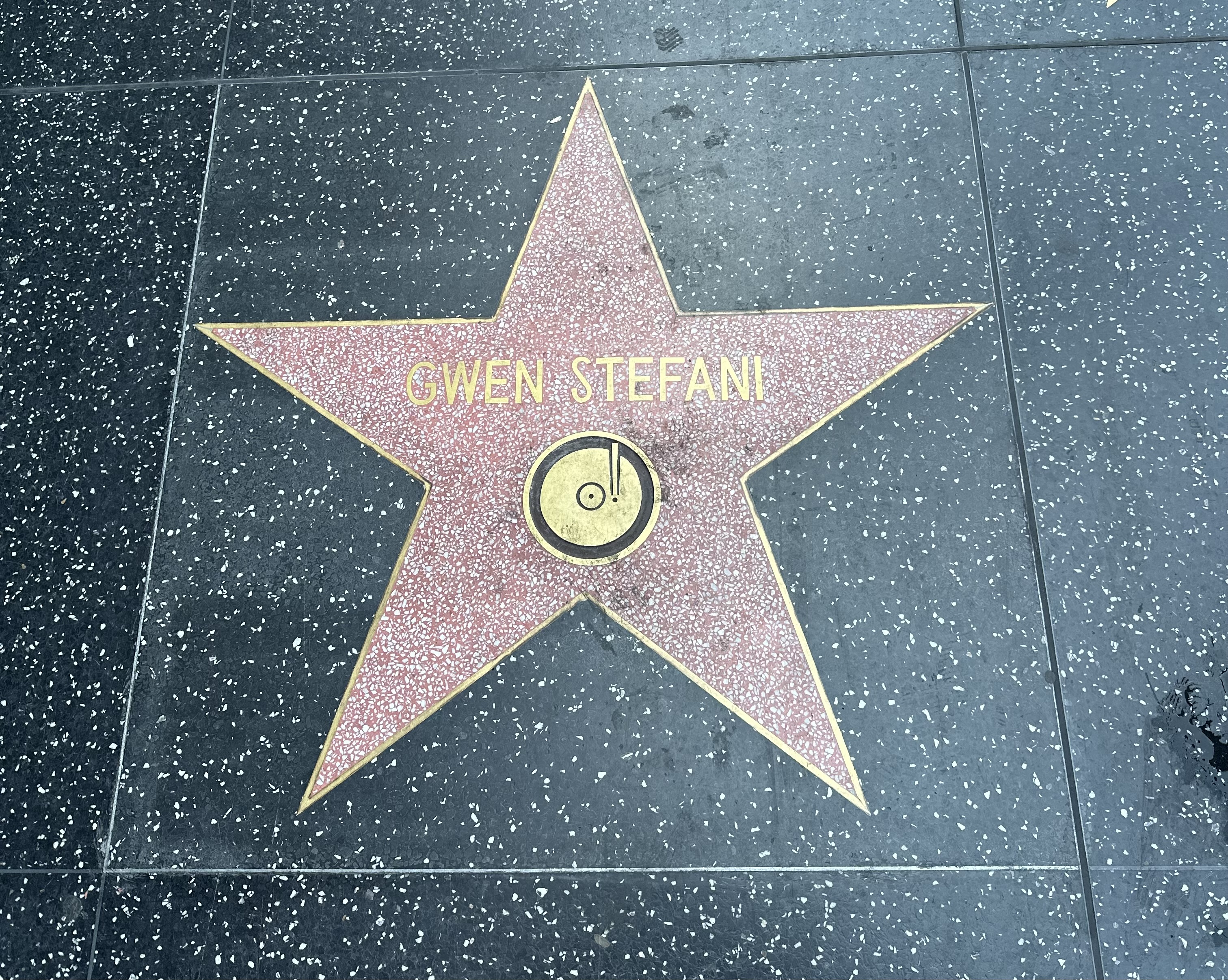
ستارهٔ گوئن استفانی در پیاده‌روی مشاهیر هالیوود

استفانی در طول دوران حرفه‌ای خود به عنوان یک هنرمند تک‌نفره، جوایز موسیقی متعددی از جمله یک جایزه گرمی، چهار جایزه موسیقی ویدیوی MTV، یک جایزه موسیقی آمریکا، یک جایزه بریت و دو جایزه موسیقی بیلبورد را از آن خود کرده است.
او دوبار به همراه گروه نو دوت دریافت کرده.
در سال ۲۰۰۵، رولینگ استون او را "تنها ستاره راک زن واقعی باقی مانده در رادیو یا MTV" نامید و تصویر او را روی جلد مجله قرار داد. استفانی در اولین دوره جوایز مجله پیپل در سال ۲۰۱۴، جایزه نماد سبک را دریافت کرد.
در سال ۲۰۱۶، این خواننده در جوایز موسیقی رادیو دیزنی با جایزه قهرمان مورد تقدیر قرار گرفت، جایزه‌ای که به هنرمندان بر اساس کمک‌های شخصی آنها به کارهای خیریه مختلف اهدا می‌شود. در سال ۲۰۲۳، او ستاره‌ای در پیاده‌روی مشاهیر هالیوود دریافت کرد.
همچنین او در سال ۲۰۲۳، به تالار مشاهیر اورنج کانتی راه یافت.

## طراحی مد
هنگامی‌که گوئن استفانی در گروه نو دوت بود، بیشتر لباس‌هایی که روی صحنه پوشیده بود را خودش طراحی کرده و ساخته بود. در سال ۲۰۰۴ او اولین و قابل توجه‌ترین خط لباس‌هایش، ال.ای.ام.بی. را راه‌اندازی کرد که ترکیبی از سبک‌های ژاپنی، جامائیکایی و گواتمالایی است. سال بعد استفانی یک خط مقرون‌به‌صرفه‌تر به نام عاشقان هاراجوکو با محصولاتی چون لباس، لباس زیر و حتی عطر راه‌اندازی کرد.

## آلبوم‌ها
- عشق. فرشته. موسیقی. بچه. (۲۰۰۴)
- گریز شیرین (۲۰۰۶)
- این حسی است که حقیقت می‌دهد (۲۰۱۶)
- تو باعث می‌شوی شبیه کریسمس باشد (۲۰۱۷)